# Župeno
Župeno – wieś w Słowenii, w gminie Cerknica. W 2018 roku liczyła 25 mieszkańców.